# Стшемеські

Варіант гербу Любич

Стшемеські (пол. Strzemescy) — польський шляхетський рід гербу Любич. Походив з Тшемешна у Равському воєводстві. Спочатку писались Тшемеські. Деякі представники, зокрема, Томаш.

## Представники
- Мацей Любянський з Тшемешна — бургграф Пйотркува
  - Каспер (пом. 1665) — канонік Ґнєзна, Ловіча
- Станіслав — синівець Каспера

- Томаш — осів у Руському воєводстві 1460 року, дружина — Анна Хоцімірська[1] гербу Грабє
  - Ян — військовик, дружина — Барбара Турецька
    - Марцін — військовик, дружина — Зофія Злотніцька[2] гербу Новина, мали 5 синів
      - Єнджей — 5-й син, перша дружина — Катажина Непельська, друга — Анна Вистемпувна із Зарваниці
        - Марек
          - Барбара — дружина Єнджея Бучацького-Творовського

        - Аґнєшка Венґлінська

- Кшиштоф — дідич, зокрема, сіл Сновидів, Возилів, продав цей маєток Потоцьким гербу Пилява.
  - Єнджей (пом. 1725, Красностав) — чернець-домініканець.
- Павел, дружина — Ядвіга Сапоровська Колівна гербу Юноша
- Станіслав — дружина Катажина Нарайовська
- Миколай — вояк, загинув, переслідуючи татар біля Язловця, був похований в містечку
- Єнджей Станіслав — дідич Микулиничів, галицький хорунжий
- Ян — чоловік Зофії Фірлей[3] гадяцький староста[4]
- ім'я невід. — дружина галицького підчашого Александера Каліновського гербу Калинова[5]